# عاشق‌الله وفا
عاشق‌الله وفا (زاده ۱۳۴۹ ولسوالی پل خمری بغلان) سیاستمدار افغانستان و نماینده مردم بغلان در دوره شانزدهم مجلس نمایندگان می‌باشد. ایشان در مجلس شانزدهم نمایندگان افغانستان عضو کمیسیون امور داخلی می‌باشد.

## زندگی‌نامه
عاشق‌الله وفا زاده ۱۳۴۹ از ولسوالی پل خمری ولایت بغلان می‌باشد. ایشان تحصیلات مدرسه‌ای خود را در لیسه بغلان به پایان رسانیده و پس از آن بیشتر فعالیت تجاری داشته‌است.

## دیگر فعالیت‌ها
دیگر فعالیت‌های ایشان:
- تجارت، سرمایه‌گذاری در بخش‌های نفت و گاز از طریق نمایندگی‌ها در بندر حیرتان، پلخمری، کابل.

## تهدید به مرگ و گروگان‌گیری
- شیرمحمد جهش مدیر تلویزیون محلی تنویر در ولایت بغلان مدعی شده که عاشق الله وفا عضو مجلس نمایندگان او را تهدید به مرگ کرده‌است.[۲][۳]
- وی در حالت مستی دست به تیراندازی زده و یک افسر پلیس را به گروگان گرفته و دیگران را تهدید کرده‌است.[۴][۵]